# Abdul Fattah Al Agha
Abdul Fattah Al Agha (en árabe: عبد الفتاح الآغا‎; Aleppo, Siria, 1 de agosto de 1984) es un exfutbolista de Siria que jugaba en la posición de delantero.

## Carrera

### Club
| Periodo   | Club                   |
| --------- | ---------------------- |
| 2002–2010 | Al-Ittihad Aleppo      |
| 2010–2015 | Wadi Degla SC          |
| 2015      | → El Gouna FC (cedido) |
| 2015–2016 | Baghdad FC             |
| 2016–2017 | FC Masr                |
| 2017–2018 | El Qanah FC            |

### Selección nacional
Jugó para Siria en 21 ocasiones de 2004 a 2016 y anotó seis goles; participó en los Juegos Asiáticos de 2006 y en la Copa Asiática 2011.

## Logros

### Club
- Syrian Premier League: 2005
- Syrian Cup: 2005, 2006

### Individual
- Goleador de la Copa Nehru: 2009[5]  (3 goles)

## Estadísticas

### Goles con selección nacional
| N.º | Fecha      | Sede                                                       | Rival      | Marcador | Resultado | Torneo                                   |
| --- | ---------- | ---------------------------------------------------------- | ---------- | -------- | --------- | ---------------------------------------- |
| 1   | 20-8-2008  | Estadio José Antonio Anzoátegui, Puerto La Cruz, Venezuela | Venezuela  | 4–1      | 4–1       | Amistoso                                 |
| 2   | 20-8-2009  | Ambedkar Stadium, New Delhi, India                         | Kirguistán | 2–0      | 2–0       | Amistoso                                 |
| 3   | 24-8-2009  | Ambedkar Stadium, New Delhi, India                         | Sri Lanka  | 3–0      | 4–0       | Amistoso                                 |
| 4   | 24-8-2009  | Ambedkar Stadium, New Delhi, India                         | Sri Lanka  | 4–0      | 4–0       | Amistoso                                 |
| 5   | 3-3-2010   | Abbasiyyin Stadium, Damasco, Siria                         | Líbano     | 2–0      | 4–0       | Clasificación para la Copa Asiática 2011 |
| 6   | 15-11-2013 | Shahid Dastgerdi Stadium, Tehran, Irán                     | Singapur   | 4–0      | 4–0       | Clasificación para la Copa Asiática 2015 |
| 7   | 3-6-2016   | Rajamangala Stadium, Bangkok, Tailandia                    | Tailandia  | 2–2      | 2–2       | King's Cup 2016                          |